# Anthurium clarkei
Anthurium clarkei är en kallaväxtart som beskrevs av Thomas Bernard Croat. Anthurium clarkei ingår i släktet Anthurium och familjen kallaväxter. Inga underarter finns listade.